# Purpuricenus renyvonae
Purpuricenus renyvonae là một loài bọ cánh cứng trong họ Cerambycidae.